# زیردریایی یو-۲۳۱
زیردریایی یو-۲۳۱ (به انگلیسی: German submarine U-231) یک زیردریایی بود که طول آن ۶۷٫۱ متر (۲۲۰ فوت ۲ اینچ) بود. این زیردریایی در سال ۱۹۴۲ ساخته شد.